# B-387
K-387 – radziecki myśliwski okręt podwodny z napędem jądrowym projektu 671RT (NATO: Victor II). Budowę okrętu rozpoczęto 2 kwietnia 1971 roku, 2 września 1972 roku zwodowano go w Zakładzie nr 402 w Leningradzie. Jednostka została przyjęta do służby w marynarce radzieckiej 30 grudnia 1972 roku, gdzie służyła we Flocie Północnej do 1995 roku.
Okręt został zbudowany w układzie dwukadłubowym, z kadłubem sztywnym wykonanym ze stali o zwiększonej ciągliwości AK-29. Okręt o długości 100 metrów wypierał na powierzchni 4500 ton i 5900 ton w zanurzeniu. Napęd jądrowy zapewniany przez dwa reaktory wodno-ciśnieniowe WM-4P z jedną turbiną parową o mocy 31 000 KM, wraz z opływowym kadłubem lekkim i kioskiem zapewniał mu prędkość podwodną 30 węzłów. Jednostka została wyposażona w cztery wyrzutnie torpedowe kalibru 533 mm dla 18 torped przeciwpodwodnych oraz 2 wyrzutnie kalibru 650 mm dla 6 torped typu 65-76 i dwóch rakietotorped RPK-2 Wjuga. System akustyczny okrętu oparty był na aktywno-pasywnym sonarze Rubikon MGK-503.
Podstawowym zadaniem operacyjnym okrętu było zwalczanie amerykańskich strategicznych okrętów rakietowych systemu Polaris-Poseidon oraz nuklearnych myśliwskich okrętów podwodnych państw NATO.
Okręt wycofano ze służby 1 września 1995 roku.